# Hüttenrode
Hüttenrode is een plaats en voormalige gemeente in de Duitse deelstaat Saksen-Anhalt, en maakt deel uit van de Landkreis Harz.
Hüttenrode telt 1.191 inwoners.
Het eerste weekend van augustus wordt met het Grasefest gevierd dat het hooi van het land is. Het is eigenlijk het afscheid van de zomer. Het Grasefest is een 3 daags dorpsfeest met een duidelijke volgorde van activiteiten. Op zaterdag ochtend gaan de Grase-vrouwen naar de rivier de Bode om bloemen te plukken. Jonge mannen gaan het bos in om kleine berken te verzamelen. Eerst worden de berken door het dorp verspreid zodat bijna elk huis berken voor de deur of poort heeft. Op zondag hebben de Grase- vrouwen met gevolg een optocht door het dorp. "s Middags wordt de Grasekoningin en Hooi-prinses gekozen.